# Stephen Tobolowsky's Birthday Party
Pour plus de détails, voir Fiche technique et Distribution.
Stephen Tobolowsky's Birthday Party est un documentaire américain réalisé par Robert Brinkmann en 2005.

## Fiche technique
- Titre : Stephen Tobolowsky's Birthday Party
- Réalisation : Robert Brinkmann
- Producteur : Robert Brinkmann
- Coproducteur : Andrew Putschoegl
- Directeur de la photographie : Robert Brinkmann
- Montage : Robert Brinkmann et Andrew Putschoegl
- Société de production : The Brinkmann Company
- Genre : Documentaire
- Durée : 87 minutes
- Pays :  États-Unis
- Date de sortie en salles : 
  -  États-Unis: 10 février 2005 (US Comedy Arts Festival Aspen) • 30 mai 2006

## Distribution
- Stephen Tobolowsky : lui-même
- Ann Hearn : elle-même
- Mena Suvari : elle-même
- Gregory Wagrowski : lui-même
- Amy Adams : elle-même
- Darren Le Gallo : lui-même
- Robert Brinkmann : lui-même
- Fleur Phillips : elle-même
- Naz Deravian : elle-même
- Wayne Thomas Yorke : lui-même
- Elza Minor : elle-même
- Drew Wicks : Friend

## Autour du film
- Le film est sorti aux États-Unis le jour des 55 ans de Stephen Tobolowsky.